# Diana-Klasse
Die Diana-Klasse ist eine Bauserie von sechs Patrouillenbooten, die seit 2007 für die Königlich Dänische Marine im Einsatz ist. Die Boote bilden die Division 24 und sind dem 2. Geschwader (2. Eskadres) in Korsør unterstellt.

## Allgemeines
Als Ersatz für die neun Boote der Barsø-Klasse (Baujahr 1963–1973) erhielt die dänische Faaborg Værft im Dezember 2004 den Auftrag, sechs Patrouillenboote des Typs Standardfartøj MK II zu bauen. Die Fertigung der Rümpfe und Aufbauten aus glasfaserverstärktem Kunststoff wurde im Unterauftrag an die schwedische Kockums-Werft vergeben.
Das Aufgabenspektrum der Diana-Klasse umfasst das Sicherstellen der territorialen Integrität, Suche und Rettung, Umweltschutz und Überwachung, Hilfeleistung bei Taucherunfällen sowie die Unterstützung der Polizei und Kampfmittelbeseitigung.
Die Boote werden von zwei MTU-Dieselmotoren der Baureihe 396 16V TB 94 angetrieben und erreichen eine Geschwindigkeit von 25 Knoten. Die Reichweite wird mit 1.000 Seemeilen angegeben. Die Bewaffnung besteht aus zwei schweren Maschinengewehren des Kalibers 12,7 mm. Das Festrumpfschlauchboot wird in einer Heckwanne mitgeführt und über eine Pforte zu Wasser gelassen.

## Einheiten
| Kennung | Name     | Rufzeichen | Stapellauf        | Indienststellung   | Bild |
| ------- | -------- | ---------- | ----------------- | ------------------ | ---- |
| P 520   | Diana    | OVFA       | 27. März 2006     | 12. Dezember 2007  |      |
| P 521   | Freja    | OVFB       | 29. August 2006   | 30. Mai 2008       |      |
| P 522   | Havfruen | OVFC       | 29. November 2006 | 25. September 2008 |      |
| P 523   | Najaden  | OVFD       | 27. März 2007     | 11. Dezember 2008  |      |
| P 524   | Nymfen   | OVFE       | 30. Juli 2007     | 4. Mai 2009        |      |
| P 525   | Rota     | OVFF       | 19. Oktober 2007  | 12. Dezember 2009  |      |